# Крушала, Иван
Иван Крушала (ок.1675 - 28 декабря 1735, Пераст, Далмация (ныне Черногория)) – аббат, писатель, дипломат и путешественник.
Родился в Османской империи и с рождения носил имя «Хасан из Мистры», но в ходе Морейской войны (1684-1699) в возрасте приблизительно 10-12 лет был взят в плен венецианцами и через некоторое время попал в город Пераст в Бока-Которском заливе Адриатического моря, где был взят под покровительство местными знатными семьями Змаевичей и Мартиновичей. Был крещен в католичество и начал церковную карьеру.
С 1717 по 1730 год служил переводчиком в Государственной Посольской канцелярии и историографом в Коллегии иностранных дел в Санкт-Петербурге. В 1725-1728 годах – участник русского посольства в Китай (известного под названием Посольство Владиславича).